# Toutinegra-sarda

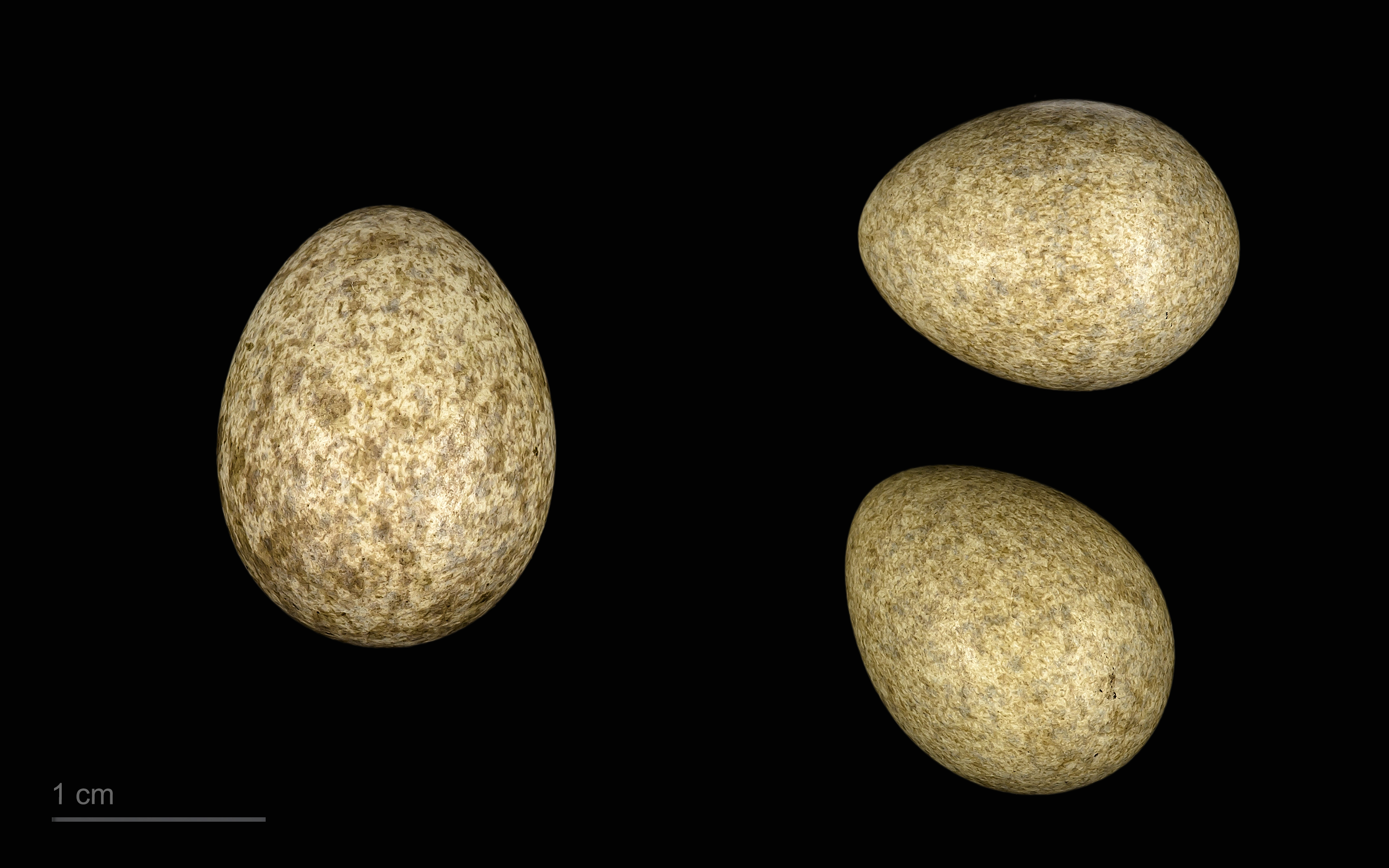
Cuculus canorus canorus em um ninho de Sylvia sarda - MHNT

A toutinegra-sarda (Curruca sarda) é uma espécie de ave da família Sylviidae.
Pode ser encontrada na Córsega, Sardenha e no Mediterrâneo Ocidental.